# Pedilophorus multicolor
Pedilophorus multicolor là một loài bọ cánh cứng trong họ Byrrhidae. Loài này được Lea miêu tả khoa học năm 1907.